# Pierre Dacoury-Tabley
Pierre Dacoury-Tabley, est un homme politique et pharmacien ivoirien. Il est l'actuel maire de la commune de Ouragahio élu depuis 2023. Il est également membre du Parti des peuples africains – Côte d'Ivoire.

## Biographie

### Origine et formation
Pierre Dacoury-Tabley est originaire de Gagnoa, ville située à l'ouest de la Côte d'Ivoire. Il est issu de la famille Dacoury-Tabley, une famille d'intellectuels et d'hommes politiques. Parmi les membres de sa famille, on peut citer Louis-André Dacoury-Tabley un ancien ministre ivoirien, Paul Dacoury-Tabley évêque du diocèse de Grand-Bassam, Philippe-Henri Dakoury-Tabley un ancien gouverneur de la Banque centrale des États de l'Afrique de l'ouest.
Après son parcours au secondaire, il fait des études en pharmacie et devient docteur en pharmacie. Avant de faire  la politique, il exerce pendant plusieurs années dans le domaine pharmaceutique, notamment à Akoupé où il possédait une officine,.

## Carrière politique
Pierre Dacoury-Tabley commence sa carrière politique au Front populaire ivoirien, le parti fondé par Laurent Gbagbo.

### Maire de Ouragahio
En 2013, Pierre Dacoury-Tabley se présente aux élections municipales en tant que candidat indépendant car son parti le Front populaire ivoirien a fait le choix de boycotter les élections. Il est élu maire de Ouragahio sous une bannière d'indépendant. Il dirige la commune jusqu'en 2018,.
Lors des élections municipales de 2018, il ne se présente pas pour cause de boycott de son parti. L'élection est remportée par Antoni Garou du parti politique Ensemble pour la démocratie et la souveraineté,.
Pour des divisions internes au sein du Front populaire ivoirien après la crise post-électorale de 2010-2011, Pierre Dacoury-Tabley quitte le FPI. En 2021, il rejoint le Parti des peuples africains de Côte d'Ivoire nouvellement créé par Laurent Gbagbo.
Ayant rejoint le Parti des peuples africains de Côte d'Ivoire, il est investi candidat du parti en avril 2023 pour les élections municipales. Il est élu à nouveau maire de la commune de Ouragahio avec 51,46% des suffrages exprimés,.